# Caulastraea tumida
Caulastraea tumida is een rifkoralensoort uit de familie van de Merulinidae. De wetenschappelijke naam van de soort is voor het eerst geldig gepubliceerd in 1928 door Matthai.